# Lee Garmes

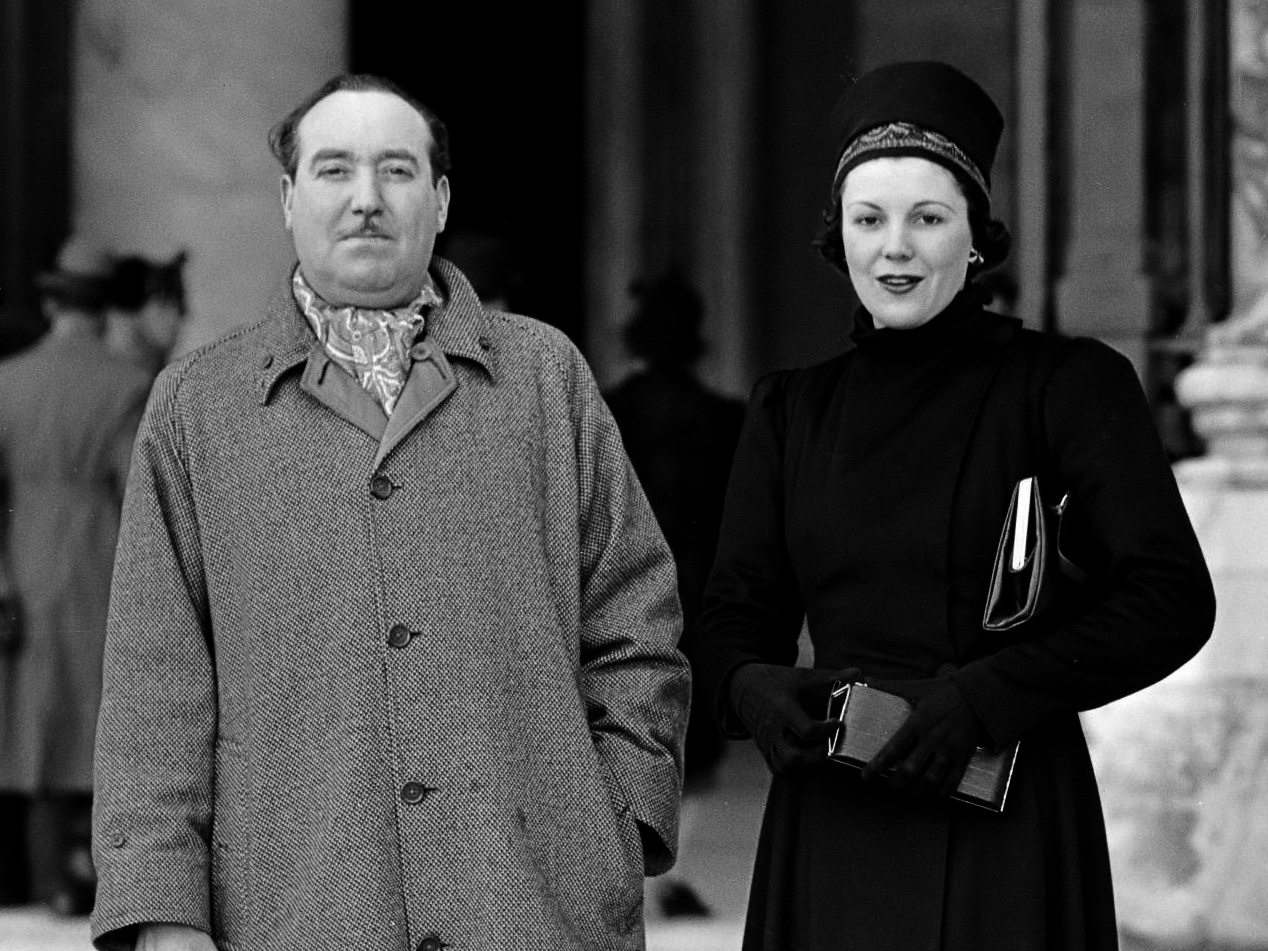
Lee Garmes und Ehefrau (1937)

Lee Garmes (* 27. Mai 1898 in Peoria, Illinois; † 31. August 1978 in Los Angeles, Kalifornien; eigentlich Lee Dewey Garmes) war ein US-amerikanischer Kameramann, Filmproduzent und Regisseur. Garmes war viermal für einen Oscar für die Beste Kamera nominiert. Er erhielt die Trophäe 1932 für seine Arbeit an Josef von Sternbergs Abenteuerfilm Shanghai-Express.

## Leben
Garmes  besuchte die North Denver High School in Colorado. 1916 begann er als Gehilfe des Bühnenmalers bei den Thomas Ince Studios. Zusammen mit Henry Hathaway arbeitete er für etwa anderthalb Jahre als Kameraassistent für John Leezer, zumeist bei Kurzfilmen und Slapstickkomödien. Nach dem Wechsel zu den Warner Brothers drehte Garmes 1924 seinen ersten Film als Kameramann, Find Your Man, mit Rin Tin Tin in einer der Hauptrollen. 1933 heiratete Garmes die Schauspielerin Ruth Hall, die Ehe hielt bis zu Garmes Tod im Jahr 1978. Von 1960 bis 1961 war Garmes Präsident der ASC und gründete 1972 mit anderen, die Independent Screen Producers Association.
Nach Garmes erstem Film als Kameramann, Find Your Man, folgte die Produktion von The Lighthouse by the Sea, ebenfalls für Regisseur Malcolm St. Clair. Kurz nach Beginn der Dreharbeiten wurde Gamers entlassen und durch H. Lyman Broening ersetzt. Garmes wechselte von Warner Bros. zu Harry J. Brown Productions und drehte dort unter der Regie von Albert S. Rogell einige Filme, bevor er 1926 wieder für St. Clair  und die nachmaligen Paramount Pictures, bei der Produktion von The Grand Duchess and the Waiter arbeitete. Um den von St. Clair gewünschten Grisaille-Effekt zu erzielen, ließen Garmes und St. Clair die verschiedenen Kulissen und Möbel am Set in unterschiedlichen Grautönen anmalen.
Nach einigen weiteren Filmen für St. Clair, folgte 1926 Der Garten Allahs, unter der Regie von Rex Ingram.
Der Film, in Frankreich und Afrika gedreht, war die zweite Adaption des gleichnamigen Romans von Robert S. Hichens. Garmes wurde als Chef des Kamerateams von Regisseur Ingram bedrängt, den von John F. Seitz entwickelten Nordlichteffekt bei den Dreharbeiten einzusetzen. Seitz hatte sich an Rembrandt van Rijns Malerei orientiert und setzte eine von Norden seitlich auf das Set fallende Beleuchtung ein, die starke Kontraste und tiefe Schatten erzeugte. Garmes ließ sich von Ingram überzeugen und war so begeistert von den Ergebnissen, dass fortan der Nordlichteffekt zu seinem Markenzeichen wurde.
Garmes experimentierte ständig mit Licht und Schatten und verwendete die Tricks, die er bei John Leezer gelernt hatte. So wurde die Kameralinse mit Gaze abgedeckt, um unwichtige Details auszublenden, in Low-Budget-Produktionen, die man unter freiem Himmel drehte, weil das Geld für die Beleuchtung nicht ausreichte, stellte man Reflektoren auf, um das Sonnenlicht einzufangen und die Szenen so zu beleuchten.
Im Jahr 1927 wurde der Panchromatic Film in den Hollywood Studios eingeführt. Dieses Filmmaterial war empfindlich für alle Wellenlängen des sichtbaren Lichts und ermöglichte realistischere Aufnahmen.
Lee Garmes führte zusammen mit Walter Strohm, dem Chefingenieur der Produktionsfirma Mole-Richardson Company, Versuche mit dem neuen Filmmaterial und neuen Scheinwerfern, den Mazda-Lights durch. Die Tests waren erfolgreich und die Mazda-Lights wurden zur Standardbeleuchtung der Filmstudios, da sie eine bessere Ausleuchtung, bei gleichzeitiger Kostenreduzierung durch geringeren Stromverbrauch und weniger Hitzeentwicklung boten.
Nachdem Garmes  bis zum Ende der 1920er-Jahre für Alexander Korda, George Fitzmaurice und Michael Curtiz hinter der Kamera stand, führte er 1930 die Kamera bei Josef von Sternbergs Drama Marokko, Marlene Dietrichs erster Hollywoodfilm, der zugleich das Debüt von Garmes Kameraassistent Lucien Ballard war. Die Dreharbeiten fanden im San Fernando Valley in Kalifornien statt. Garmes versuchte zunächst Dietrich mit Seitenlicht zu filmen und fand schnell heraus, dass diese Art der Ausleuchtung dieselbe war, mit der Kameramann William H. Daniels Greta Garbo filmte. Garmes, dem bewusst war, das die Produktionsfirma Paramount eine „zweite Garbo“ wollte, entschied sich dafür, Marlene Dietrich mit dem Nordlichteffekt zu filmen.
Für seine Kameraführung wurde Garmes 1931 für einen Oscar nominiert.
1931 führte Garmes die Kamera in zwei weiteren Filmen Josef von Sternbergs. Zunächst in Entehrt, einem Melodram mit Marlene Dietrich als Spionin, danach bei Eine amerikanische Tragödie, einem Drama nach Theodore Dreiser, mit Sylvia Sidney in der Hauptrolle. Bei der Produktion von Shanghai-Express arbeitete Garmes erneut mit von Sternberg und Marlene Dietrich zusammen. Neben Dietrich spielte Anna May Wong in einer weiteren Hauptrolle.
Garmes verwendete eine Low-key-Technik um Dietrich effektiv ins Bild zu setzen. Garmes Kameraassistent war der in den Credits nicht genannte James Wong Howe. Für seine Leistung wurde Lee Garmes mit einem Oscar geehrt.
Für Howard Hawks stand Garmes 1932 bei der Produktion von Scarface, einem Gangsterfilm mit Paul Muni in der Titelrolle hinter der Kamera.
Mitte bis Ende der 1930er-Jahre führte Garmes die Kamera bei einigen Filmen von Ben Hecht, wie Verbrechen ohne Leidenschaft, 1934 und Ein charmanter Schurke, 1935. Im Jahr 1940 war Garmes neben Hecht, der als Regisseur und Drehbuchautor fungierte, Kameramann und Co-Regisseur bei der Produktion von Angels over Broadway. Garmes hatte schon 1932 bei der deutschen Produktion Der träumende Mund und 1937 bei The Sky’s the Limit als Co-Regisseur gearbeitet. 1939 drehte Garmes einen Teil von Vom Winde verweht wurde dann von David O. Selznick durch  Ernest Haller ersetzt, der für die Beste Kamera mit einem Oscar ausgezeichnet wurde.
Zu Beginn der 1940er-Jahre stand Garmes bei der Verfilmung von Rudyard Kiplings Das Dschungelbuch unter der Regie von Zoltan Korda hinter der Kamera. 1944 arbeitete Garmes mit Stanley Cortez an der Verfilmung des Romans Als du Abschied nahmst von Margaret Buell Wilder. Für ihre Leistungen teilten sich die beiden Kameramänner eine Oscarnominierung, die Trophäe ging an Joseph LaShelle für seine Arbeit an Laura. Nach Das Doppelleben des Herrn Mitty einer Komödie mit Danny Kaye in der Hauptrolle, führte Garmes 1947 die Kamera von King Vidors Duell in der Sonne und  Alfred Hitchcocks Der Fall Paradin.
In den 1950er-Jahren stand Garmes für William Wyler bei der Produktion von Polizeirevier 21 hinter der Kamera. Der Film entstand nach einem Bühnenstück von Sidney Kingsley, mit Kirk Douglas und Eleanor Parker in den Hauptrollen. Ebenfalls für Wyler arbeitete Garmes 1955 bei An einem Tag wie jeder andere.
Zuvor hatte Garmes 1953 bei Heißer Westen die Kamera geführt und als Co-Regisseur gearbeitet. Heißer Westen war einer der ersten 3D Farbfilme. Da die Qualität nicht befriedigend war, wurde der Film ein Jahr später in Schwarzweiß erneut aufgeführt.
1959 entstand Der Fischer von Galiläa ein dreistündiges Epos über Simon Petrus. Für seine Leistung in diesem ersten, in 70 mm Super Panavision gedrehten Film erhielt Garmes eine weitere Oscarnominierung.
Während der 1960er-Jahre drehte Garmes nunmehr vier Filme, mit Zärtlich schnappt die Falle zu, einer Komödie mit Dean Martin in der Hauptrolle, beendete Garmes 1968 seine Karriere als Kameramann.

## Filmografie
- 1919: I’ll Get Him Yet
- 1924: Rin Tin Tin rettet seinen Herrn (Find Your Man)
- 1924: Rin Tin Tins Heldentat (The Lighthouse by the Sea)
- 1925: Goat Getter
- 1925: Keep Smiling
- 1926: Der Bubikopfkünstler (A Social Celebrity)
- 1926: Fräulein Wasserscheu im Strandbad (The Palm Beach Girl)
- 1926: The Carnival Girl
- 1926: Die Großfürstin und ihr Kellner (The Grand Duchess and the Waiter)
- 1927: Der Liebesmarkt (Love Mart)
- 1927: Das Liebesleben der schönen Helena (The Private Life of Helen of Troy)
- 1927: Rose of the Golden West
- 1927: Das größte Opfer (The Garden of Allah)
- 1928: Little Shepherd of Kingdom Come
- 1928: Rummelplatz der Liebe (The Barker)
- 1928: Yellow Lily
- 1929: Disraeli
- 1929: Seine Gefangene (His Captive Woman)
- 1929: Love and the Devil
- 1929: Prisoners
- 1929: Sag’ es mit Liedern (Say It With Songs)
- 1930: Lilies of the Field
- 1930: Marokko (Morocco)
- 1930: The Song of the Flame
- 1930: Spring Is Here
- 1930: The Great Divide
- 1930: The Other Tomorrow
- 1930: Whoopee!
- 1931: Eine amerikanische Tragödie (An American Tragedy)
- 1931: Bright Lights
- 1931: Straßen der Weltstadt (City Streets)
- 1931: Confessions of a Co-Ed
- 1931: Entehrt (Dishonored)
- 1931: Fighting Caravans
- 1931: Kiss Me Again
- 1932: Scarface (Scarface)
- 1932: Shanghai-Express (Shanghai Express)
- 1932: Liebesleid (Smilin' Through)
- 1932: Strange Interlude
- 1933: Face in the Sky
- 1933: Meine Lippen lügen nicht (My Lips Betray)
- 1933: Shanghai Madness
- 1933: Ich bin Susanne (I Am Suzanne!)
- 1933: Revolte im Zoo (Zoo in Budapest)
- 1934: Verbrechen ohne Leidenschaft (Crime Without Passion)
- 1934: George White’s Scandals
- 1935: Ein charmanter Schurke (The Scoundrel)
- 1936: Once in a Blue Moon
- 1937: The Lilac Domino
- 1937: The Sky’s the Limit
- 1939: Träumende Augen (A Stolen Life)
- 1940: Angels Over Broadway
- 1940: Wundervolles Weihnachten (Beyond Tomorrow; als Produzent)
- 1941: Ein Frauenherz vergißt nie (Lydia)
- 1942: China Girl
- 1942: Footlight Serenade
- 1942: Das Dschungelbuch (Rudyard Kipling’s Jungle Book)
- 1943: Flucht in die Freiheit (Flight for Freedom)
- 1943: Auf ewig und drei Tage (Forever and a Day)
- 1943: Jack London
- 1944: None Shall Escape
- 1944: Als du Abschied nahmst (Since You Went Away)
- 1944: Guest in the House
- 1945: Liebesbriefe (Love Letters)
- 1945: Paris Underground
- 1946: Duell in der Sonne (Duel in the Sun)
- 1946: Liebe zwischen Krieg und Frieden (The Searching Wind)
- 1946: The Specter of the Rose
- 1946: Young Widow
- 1947: Der Scharlatan (Nightmare Alley)
- 1947: Der Fall Paradin (The Paradine Case)
- 1947: Das Doppelleben des Herrn Mitty (The Secret Life of Walter Mitty)
- 1948: Jenny (Portrait of Jennie)
- 1949: Gefangen (Caught)
- 1949: Angst vor der Schande (My Foolish Heart)
- 1949: Entscheidung am Fluß (Roseanna McCoy)
- 1949: In letzter Sekunde (The Fighting Kentuckian)
- 1950: Irma, das unmögliche Mädchen (My Friend Irma Goes West)
- 1950: Unser eigenes Ich (Our Very Own)
- 1951: Polizeirevier 21 ( Detective Story)
- 1951: Ein Held für zwei Stunden (Saturday’s Hero)
- 1951: That’s My Boy
- 1952: Actors and Sin
- 1952: Stadt im Würgegriff (The Captive City)
- 1952: Arena der Cowboys (The Lusty Men)
- 1953: Heißer Westen (Outlaw Territory)
- 1953: Donner in Fern-Ost (Thunder in the East)
- 1955: Land der Pharaonen (Land of the Pharaohs)
- 1955: Der Einzelgänger (Man with the Gun)
- 1955: An einem Tag wie jeder andere (The Desperate Hours)
- 1956: Ein Königreich für eine Frau (Abdulla the Great)
- 1956: Zwischen Himmel und Hölle (D-Day, the Sixth of June)
- 1956: Gefangene des Stroms (The Bottom of the Bottle)
- 1956: Haie greifen an (The Sharkfighters)
- 1957: Jagd durch Havanna (The Big Boodle)
- 1958: Der Gangsterkönig von New York (Never Love a Stranger)
- 1959: Ehegeheimnisse (Happy Anniversary)
- 1959: Der Fischer von Galiläa (The Big Fisherman)
- 1961: Misty, das Pony von der Insel (Misty)
- 1962: Hemingways Abenteuer eines jungen Mannes (Adventures of a Young Man)
- 1964: Lady in a Cage
- 1966: Höchster Einsatz in Laredo (A Big Hand for the Little Lady)
- 1968: Zärtlich schnappt die Falle zu (How to Save a Marriage and Ruin Your Life)